# 南市街道 (天津市)
南市街道是中国天津市和平区下辖的一个街道，包括该区北部的11个社区居委会。面积1.22平方公里，人口47553人。
南市街道的东面以海河为界，与河北区相望；南到多伦道，与劝业场街道相邻；西、北2面以南门外大街 、南马路与南开区相邻。
南市街道辖区历史上为“三不管”地带，为20世纪初地产商兴建的平民聚居区。1990年代大规模改造后，高层楼群取代了原有的简陋房屋，并建成南市食品街、旅馆街、女人街。

## 行政区划
南市街道下辖以下地区：
庆有西里社区、怀远里社区、福厚西里社区、福方里社区、裕德里社区、新文化花园社区、新世界花园社区、食品街社区和大都会社区。